# Spilogona despar
Spilogona despar este o specie de muște din genul Spilogona, familia Muscidae. A fost descrisă pentru prima dată de Fallen în anul 1823. Conform Catalogue of Life specia Spilogona despar nu are subspecii cunoscute.